# Dongchuan, Qinghai
Dongchuan (kinesiska: 东川, 东川镇) är en köpinghuvudort i Kina. Den ligger i provinsen Qinghai, i den nordvästra delen av landet, omkring 82 kilometer norr om provinshuvudstaden Xining. Antalet invånare är 17 982. Befolkningen består av 8 654 kvinnor och 9 328 män. Barn under 15 år utgör 22,0 %, vuxna 15-64 år 72 %, och äldre över 65 år 4,0 %.
Runt Dongchuan är det ganska glesbefolkat, med 26 invånare per kvadratkilometer. Närmaste större samhälle är Haomen, 18,9 km väster om Dongchuan. Trakten runt Dongchuan består i huvudsak av gräsmarker.
Genomsnittlig årsnederbörd är 644 millimeter. Den regnigaste månaden är juli, med i genomsnitt 149 mm nederbörd, och den torraste är januari, med 2 mm nederbörd.